# 侯赛因·希勒米帕夏
侯赛因·希勒米帕夏（鄂圖曼土耳其語：‎；1855年4月1日—1922年），希臘裔奧斯曼帝國政治家，曾兩次在奧斯曼帝國二次行憲時期出任大維齊爾，也是土耳其紅十字會第一任總裁。
他是一位出色的行政人員，在1902年－1908年出任馬其頓地區的監察總幹事，在1908－09年出任內政部長，在1912－18年任駐奧匈帝國大使。

## 生平
他生於莱斯沃斯岛一個希臘裔穆斯林家庭，他早年在當地學會了法語。他最初在政府中出任文員，在1897年出任阿達納總督，1902年出任也門總督。1902年他被派任監察總幹事負責奧斯曼帝國在薩洛尼卡，科索沃和馬納斯提爾州的事務。
在奧斯曼帝國第二次憲政時期，他被任命為內政部長與兩次出任大維齊爾。第一次是1909年2月14日－4月13日，因為1909年奥斯曼帝国反革命政变，他的第一個任期內突然被打斷了，幾天後，反動的絕對君主主義者和伊斯蘭原教旨主義者手中在伊斯坦布爾收回了奧斯曼政府控制權。
他的第二個任期是作為穆罕默德五世的大維齊爾，後擔任司法部長，他在1912年任駐維也納大使直到第一次世界大戰結束。因健康問題他仍留在當地，在1922年去世，後安葬在伊斯坦布爾的貝斯克塔斯。